# Chrysopogon crabroniformis
Chrysopogon crabroniformis is een vliegensoort uit de familie van de roofvliegen (Asilidae). De wetenschappelijke naam van de soort is voor het eerst geldig gepubliceerd in 1881 door von Roeder.